# Ключі (Бійський район)
Ключі́ (рос. Ключи) — село (колишнє селище) у складі Бійського району Алтайського краю, Росія. Входить до складу Усятської сільської ради.

## Населення
Населення — 327 осіб (2010; 372 у 2002).
Національний склад (станом на 2002 рік):
- росіяни — 95 %